# Faulebutter

Panoramablick Januar 2011

Faulebutter ist ein Weiler in der Gemeinde Finnentrop (Kreis Olpe) mit elf Einwohnern.
Faulebutter liegt im Naturpark Sauerland-Rothaargebirge. Der Weiler war und ist keine eigenständige Ortschaft, sondern gehört zu Weuspert. Die Höfe liegen auf 525 m Höhe, Teile der Feldflur aber auch deutlich höher. 
Die Ansiedlung besteht heute im Wesentlichen aus zwei historischen Höfen. Darunter ist seit dem 19. Jahrhundert das Haus eines Rademachers, das heute ein in der Region bekannter Gasthof ist. Früher gab es wohl mehr Gebäude, wie alte Grundmauern zeigen.
Der ungewöhnliche Name wurde unter anderem von Werner F. Cordes gedeutet. Er bedeutet danach in etwa „die durch Fäulnis verdorbene Ernte“. Damit bezieht er sich auf schlechte landwirtschaftliche Bedingungen aufgrund der Höhenlage. Gertrud Junker führt den Namen auf „fühle Botte“, also einen dauerhaft matschigen Trog, zurück. Damit sind verschiedene Bachläufe gemeint, die in Faulebutter zusammentreffen.
Faulebutter wird unter anderem vom Fahrradweg Lenneroute und der Wanderroute Sauerland-Höhenflug berührt.